# نيكولا لونتشار
نيكولا لونتشار (بالصربية: Никола Лончар) مواليد 31 مايو 1972 في كراغوييفاتس، جمهورية صربيا الاشتراكية، هو لاعب كرة سلة صربي سابق. بدأ مسيرته الاحترافية في سنة 1989. مثّل منتخب بلاده. شارك في دورة الألعاب الأولمبية الصيفية سنة 1996. حقق المركز الأول في بطولة كأس العالم لكرة السلة 1998. اعتزل اللعب في 2006.

## المسيرة الاحترافية
لعب مع بارتيزان من سنة 1989 إلى 1995، ثم لعب مع ريال مدريد لكرة السلة في الدوري الإسباني في موسم 1995–1996، ثم لعب مع بالاكانسترو فاريزي في الدوري الإيطالي في موسم 1996–1997، ثم لعب مع مكابي تل أبيب لكرة السلة في سنة 1998، ثم لعب مع جوفينتوت بادالونا في الدوري الإسباني في موسم 1998–1999، ثم لعب مع نادي مونتكاتيني الرياضي في سنة 2000، ثم لعب مع بريوغان في الدوري الإسباني في موسم 2001–2002، ثم لعب مع سي بي إستوديانتس من سنة 2002 إلى 2005، ثم لعب مع بارتيزان في موسم 2005–2006.

## سجل المنافسة
شارك في المنافسات التالية:
- بطولة أمم أوروبا لكرة السلة 1997
- بطولة أمم أوروبا لكرة السلة 1999
- الألعاب الأولمبية الصيفية 1996

## الميداليات
| الميدالية | المسابقة                         |
| --------- | -------------------------------- |
| فضية      | الألعاب الأولمبية الصيفية 1996   |
| ذهبية     | بطولة كأس العالم لكرة السلة 1998 |
| ذهبية     | بطولة أمم أوروبا لكرة السلة 1997 |
| برونزية   | بطولة أمم أوروبا لكرة السلة 1999 |

## روابط خارجية
- نيكولا لونتشار على موقع الاتحاد الدولي لكرة السلة (الإنجليزية)
- نيكولا لونتشار على موقع الدوري الأوروبي لكرة السلة (الإنجليزية)
- نيكولا لونتشار على موقع الدوري الإسباني لكرة السلة (الإسبانية)
- نيكولا لونتشار على موقع كرة السلة الأوروبية.كوم (الإنجليزية)
- نيكولا لونتشار على موقع ريلجم (الإنجليزية)
- نيكولا لونتشار على موقع بروبوليرز (الإنجليزية)
- نيكولا لونتشار على موقع سبورتس رفرنس (الإنجليزية)
- نيكولا لونتشار على موقع أوليمبيديا (الإنجليزية)